# БІЧ-7

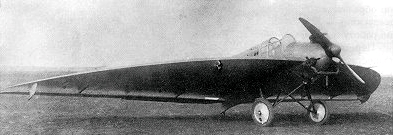
БІЧ-7А

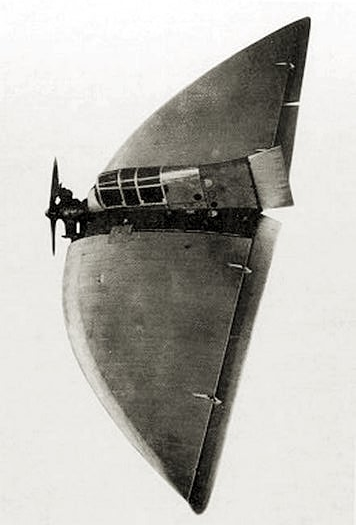
БІЧ-7А

БІЧ-7 — експериментальний літак, побудований за аеродинамічною схемою «літаюче крило», конструкції українського радянського авіаконструктора Бориса Черановського.
Після успішних випробувань БІЧ-3 Черановський протягом 1927-28 років займався проектом двомоторного бомбардувальника БІЧ-5 з двигунами BMW VI і продувкою в аеродинамічній трубі різних варіантів моделей літаків, виконаних за схемою «літаюче крило». В 1929 році, використовуючи результати проведених робіт, побудував літак БІЧ-7, який був подальшим розвитком БІЧ-3.
Нова машина, в порівнянні з БІЧ-3, була двомісною з окремими відкритими кабінами, мала поршневий двигун Bristol Lucifer потужністю 100 к.с. і в півтора рази більшу площу крила. Рулі напрямку перебували на закінцівках крил, без килів. Шасі було одноколісним, з милицями в хвості і на кінцях крил. В основному через невдалу конструкцію шасі і, як внаслідок, утруднений розбіг літак так і не було піднято в повітря.

## Технічні характеристики
- Екіпаж: 2
- Довжина: 4,7 м
- Розмах крил: 12,2 м
- Площа крил: 30 м²
- Маса порожнього: 627 кг
- Злітна маса: 880 кг
- Максимальна швидкість: 165 км/год (біля землі)
- Навантаження на крило: 29,3 кг/м²